# きょうの猫村さん
『きょうの猫村さん』（きょうのねこむらさん）は、ほしよりこの漫画である。
2003年7月からCATVインターネットサービスのサイト「@NetHome」上で連載開始。2006年5月15日からは、マガジンハウスのメールマガジン登録者を対象として「猫村.jp」に移って連載している。また、スピンオフ作品として雑誌『カーサブルータス』編集部でのねこの活躍を描いた『カーサの猫村さん』がある。
2020年4月よりテレビ東京でドラマ化された。売上は累計330万部以上で、いわゆるウェブコミックが単行本化されベストセラーとなるはしり。

## あらすじ
ネコの猫村ねこは家政婦紹介所「村田家政婦」の求人に応募し、猫ながら家事の腕を認められ住み込むことになった。それからひと月、家政婦たちとも、すっかり馴染んだねこに村田家政婦の奥さんは、犬神家での奉公を言いつける。犬神家は由緒ある家柄の裕福な家だが、家族の人間関係はあまりよろしくない様子。そこでねこが見たものはいったい?!!

## キャラクター
猫村 ねこ
主猫公。ネコながら家事は万能。二足歩行し、人間の言葉も話せる。ネコなので猫舌。得意な料理は「ネコムライス」。猫なので人間に対して無知なこともあるが、純粋さゆえの行動なため、時には功を奏することもある。その昔、親とはぐれた自分を拾って可愛がってくれ、現在は生き別れとなっている「ぼっちゃん」と再び逢うのを夢見て頑張っている。2時間ドラマや人情刑事ドラマが好きで、その主題歌を歌いながら買い物に行ったり、家に帰ったり、仕事をしたりする。常に頑張り屋で前向きな性格。村田の奥さんからは「猫だってことで重宝されているから、それを活かすよう」に言われ、それを駆使して交友関係を築いていく、村田家政婦紹介では一番の人気者。
犬神 冴子
ねこの奉公先である犬神家の女主人。整形美人で胸はシリコン入り。料理や裁縫など家事全般が苦手。夫婦仲は冷え切っているが、内心、金之助のことは今でも愛しており、貧乏だったが仲睦まじかった新婚時代に金之助に腰を揉んでもらったことをねこのマッサージで思い出す。ねこには基本的には優しいが、時々八つ当たりしてしまう。
犬神 金之助
犬神家のご主人。歴史と風俗を研究している大学教授。以前、愛人を囲っていたことがあり、夫婦仲はあまり良くない模様。勤務先の大学で恋愛サークルの顧問を務める。
犬神 たかし
犬神夫婦の息子。大学生。就職のことを気にしている。
犬神 尾仁子
犬神夫婦の娘。中学生。不良で親からも見離されている。風貌は昔ながらのツッパリスタイル。反抗的な態度ながら、ねこにさりげない優しさをのぞかせることがある。「尾仁子」はおばあさんの命名で、「尾っぽの先まで仁義を通す子」の意味（当然、奥様は大反対した）。不良グループ「五月雨が丘連合会（通称：五月連）」を率いている。
犬神家のおばあさん
金之助の母。奥様との嫁姑の折り合いが悪く、屋敷の奥の部屋で他の家族とは別居同然に暮らしている。尾仁子とだけは仲が良く、夕食を一緒に食べ、彼女の飼い犬・ステテコを部屋に置いている。ねこがこの部屋に近付くことは、奥様からきつく禁じられているが、ネコ故、好奇心には勝てず、家族の留守には、しばしば出入りしている。おばあさんによると、犬神家はかつて財閥を率いる大富豪で、今なお、犬神財閥の復興を目論んでいるが、肝心の息子が大学教授になったことに強く不満を感じている。
ぼっちゃん
ねこが子猫の時に、親とはぐれて途方に暮れていたところを拾ってくれた小学生男子。ねこのことは「ねこちゃん」と呼び、いつも一緒にいた。お金持ちの息子だが、両親が不仲で子供にも興味がないらしく、いつも独りぼっちだった。（「家族サービスを怠らない理想的な父」と世間に知られているが、実像は異なる）知識人の父親の不倫発覚により両親が離婚し、母親に引き取られたが、海外に移住するため、離婚と同時に、ねこと生き別れとなった。
村田の奥さん
村田家政婦紹介所の主で、家政婦たちの元締め。常に頭にカーラーを巻いている。いつも仏頂面だが、ねこのために預金口座を開設したり、アドバイスしたりと温かく面倒を見ている。着る物は実用性を重視しており、オシャレは二の次とのこと。
スケ子
学生時代は恋愛サークルに所属し、金之助と不倫していた。金之助と別れた後は小料理屋「助湖」を開いた。
山田さん、菅井さん
共に村田家政婦紹介所に所属する家政婦、ねこのよき親友。
コマちゃん
「助湖」でバイトする娘。ひょんなことから、ねこと知り合い、親友になる。
岸 カオル
たかしの就職サークルの先輩。頭脳明晰、聡明で宿命を信じており、冴子にかすかな好意を持っている。金之助とも面識があり、ねことも仲良くなっている。
怖がりの奥さん（またはいじわるな奥さん）
ねこのライバルで噂好きの主婦。ねこと何かと張り合い、競争を繰り返しているが、ねこに元気がない時は心配もしている。
強
尾仁子の不良仲間で、彼女が率いる五月連のメンバーの一人。犬神邸にお邪魔した時は、ねこのネコムライスを仲間たちと共に呼ばれた。
お肉屋の坊ちゃん
ねこが買い物で常連になっている肉屋の息子。男子大学生で家業の肉屋の手伝いをしている。アイドル森コリスのファン。ねこと仲良しでもある。
ステテコ
尾仁子のペットの子犬。雨の晩、尾仁子が拾ってきた。冴子が反対したため、おばあさんの部屋で飼っている。

## 単行本一覧
マガジンハウスより刊行
- 第1巻：2005年7月14日刊行、ISBN 4-8387-1595-1、ISBN 978-4-838715954[2]
- 第2巻：2006年5月31日刊行、ISBN 4-8387-1664-8、ISBN 978-4-838716647[3]
- 第3巻：2008年3月21日刊行、ISBN 4-8387-1850-0、ISBN 978-4-838718504[4]
- 第4巻：2009年8月27日刊行、ISBN 4-8387-2005-X、ISBN 978-4-838720057[5]
- 第5巻：2011年3月10日刊行、ISBN 4-8387-2246-X、ISBN 978-4-838722464[6]
- 第6巻：2012年9月13日刊行、ISBN 4-8387-2488-8、ISBN 978-4-838724888[7]
- 第7巻：2014年3月13日刊行、ISBN 4-8387-2657-0、ISBN 978-4-838726578[8]
- 第8巻：2015年7月10日刊行、ISBN 4-8387-2766-6、ISBN 978-4-838727667[9]
- 第9巻：2016年9月15日刊行、ISBN 4-8387-2877-8、ISBN 978-4-838728770[10]
- 第10巻：2023年5月1日刊行、ISBN 978-4-838732401[11]

## テレビドラマ
2020年4月9日（8日深夜）から9月17日（16日深夜）までテレビ東京系列で木曜 0時52分から0時58分（水曜深夜）に放送。1話2分30秒のミニドラマ（全24回）。主演は松重豊。各話地上波放送後に動画配信サービスParaviで配信されるほか、ネットもテレ東（TVer、GYAO!、ニコニコチャンネル）で最新回が無料で視聴可能。
7月18日（17日深夜）には「ドラマ24」枠の時間帯（0:12 - 0:52）を借りて、前半戦一挙放送などを含んだ「きょうの猫村さん まるごとSP」を放送。
翌2021年2月22日はBSテレ東が「猫の日特別企画」として、この日「BSキャッ東」という局名に改名（したという設定で色々な猫番組を放送）したことを受け、本作を全話一挙放送した。

### キャスト
- 猫村ねこ - 松重豊
- ぼっちゃん - 濱田岳
- 村田の奥さん - 石田ひかり
- 山田さん - 市川実日子
- 犬神金之助 - 松尾スズキ
- 犬神冴子 - 小雪
- 犬神尾仁子 - 池田エライザ
- 犬神たかし - 水間ロン
- 強 - 染谷将太
- 怖がりの奥さん - 安藤サクラ
- 魚屋さん - 荒川良々

### スタッフ
- 脚本 - ふじきみつ彦
- 監督 - 松本佳奈
- 主題歌 - 松重豊「猫村さんのうた」（作詞：ユザーン、作曲：坂本龍一）
- 音楽 - 篠田大介、坂本龍一
- プロデューサー - 濱谷晃一（テレビ東京）、千原秀介（AOI Pro.）
- 制作協力 - AOI Pro.
- 製作著作 - テレビ東京

### ネット局
| 放送対象地域  | 放送局                | 系列           | 放送期間                                         | 放送時間                                                             | 備考                                       |  |
| ------------- | --------------------- | -------------- | ------------------------------------------------ | -------------------------------------------------------------------- | ------------------------------------------ |  |
| 関東広域圏    | テレビ東京（TX）      | テレビ東京系列 | 2020年4月9日（4月8日深夜） - 9月17日（16日深夜） | 木曜 0時52分 - 0時58分 （水曜深夜 24時52分 - 24時58分）              | 制作局                                     |  |
| 北海道        | テレビ北海道（TVh）   | テレビ東京系列 | 2020年4月9日（4月8日深夜） - 9月17日（16日深夜） | 木曜 0時52分 - 0時58分 （水曜深夜 24時52分 - 24時58分）              | 同時ネット                                 |  |
| 愛知県        | テレビ愛知（TVA）     | テレビ東京系列 | 2020年4月9日（4月8日深夜） - 9月17日（16日深夜） | 木曜 0時52分 - 0時58分 （水曜深夜 24時52分 - 24時58分）              | 同時ネット                                 |  |
| 大阪府        | テレビ大阪（TVO）     | テレビ東京系列 | 2020年4月9日（4月8日深夜） - 9月17日（16日深夜） | 木曜 0時52分 - 0時58分 （水曜深夜 24時52分 - 24時58分）              | 同時ネット                                 |  |
| 岡山県 香川県 | テレビせとうち（TSC） | テレビ東京系列 | 2020年4月9日（4月8日深夜） - 9月17日（16日深夜） | 木曜 0時52分 - 0時58分 （水曜深夜 24時52分 - 24時58分）              | 同時ネット                                 |  |
| 福岡県        | TVQ九州放送（TVQ）    | テレビ東京系列 | 2020年4月9日（4月8日深夜） - 9月17日（16日深夜） | 木曜 0時52分 - 0時58分 （水曜深夜 24時52分 - 24時58分）              | 同時ネット                                 |  |
| 熊本県        | 熊本放送（RKK）       | TBS系列        | 2020年4月19日 -                                  | 日曜 15時22分 - 15時30分                                             | 同局のミニ番組「サンデーポケット」内で放送 |  |
| 鳥取県 島根県 | 山陰放送（BSS）       | TBS系列        |                                                  | 水曜 19時54分 - 20時                                                 |                                            |  |
| 和歌山県      | テレビ和歌山（WTV）   | 独立局         | 2020年4月25日（4月24日深夜） -                   | 土曜 1時00分 - 1時05分 （金曜深夜 25時00分 - 25時05分）              |                                            |  |
| 鹿児島県      | 鹿児島放送（KKB）     | テレビ朝日系列 | 2020年4月28日（4月27日深夜） -                   | 火曜 0時45分 - 0時50分 （月曜深夜 24時45分 - 24時50分）              |                                            |  |
| 長野県        | 長野朝日放送（abn）   | テレビ朝日系列 |                                                  | 月曜 18時55分 - 19時00分                                             |                                            |  |
| 静岡県        | 静岡放送（SBS）       | TBS系列        | 2020年9月23日,12月27日                           | 水曜 0時55分 -（#1-#12 火曜深夜） 日曜 2時08分 -（#13-#24 土曜深夜） |                                            |  |
| 全国放送      | BSテレ東              | BS放送         | 2021年2月22日                                    | 月曜 17時30分 - 19時00分                                             | 全24話一挙放送                             |  |

### Blu-ray Disc
2020年10月21日にポニーキャニオンから発売（2枚組）。
| テレビ東京系 水曜ミニドラマ | テレビ東京系 水曜ミニドラマ                 | テレビ東京系 水曜ミニドラマ                              |
| 前番組                      | 番組名                                      | 次番組                                                   |
| --------------------------- | ------------------------------------------- | -------------------------------------------------------- |
| 枠設立前につき無し          | きょうの猫村さん （2020年4月9日 - 9月17日） | ざんねんないきもの事典 （2020年10月8日 - 2021年3月25日） |